# An-Nur-Moschee
Die an-Nur-Moschee (arabisch مسجد النور Masdschid an-Nūr) ist ein sunnitisch-islamisches Gotteshaus in der Chalid-Lagune an dem Buchaira Chalid (Chalid-See) im Emirat Schardscha der Vereinigten Arabischen Emirate. Die im osmanisch-türkischen Stil errichtete Moschee wurde von der Sultan-Ahmed-Moschee (auch Blaue Moschee genannt), der Hauptmoschee Istanbuls beeinflusst. Der Imam Sheikh Murtada bakour stammt aus Syrien (Stand 5/2016), als offizieller Sprecher der Moschee tritt das „Schardscha-Zentrum für Kulturelle Verständigung“ auf.
Die an-Nur-Moschee wurde ab dem 6. April des Jahres 2003 vom Akademischen Architekturbüro des eigenständigen Teilemirates Schardscha und dem Generalunternehmer United Engineering aus Fiberglas, Marmor und Gips errichtet und im Jahre 2005 vollendet. Sie gehört der Regierung von Schardscha und fasst 2200 Gläubige, davon 1800 Männer und 400 Frauen. Das Bauwerk hat zwei jeweils 52 Meter hohe Minarette und 34 Kuppeln, die größte Kuppel im Inneren hat eine Höhe von 31,5 Metern.
Die Moschee ist eine von insgesamt 600 in Schardscha und eine von nur dreien, die auch einer nichtmuslimischen Öffentlichkeit zugänglich sind. Im Jahre 2014 brach die an-Nur-Moschee einen Rekord im Guinness-Buch, indem sie für ihre Ramadanspendenkampagne die „weltweit größte Wohltätigkeitsbüchse“ errichtete.